# Софія Луїза Гессен-Дармштадтська
Софія Луїза Гессен-Дармштадтська (нім. Sophie Luise von Hessen-Darmstadt), (6 липня 1670—2 червня 1758) — німецька шляхтянка, донька ландграфа Гессен-Дармштадтського Людвіга VI та Єлизавети Доротеї Саксен-Гота-Альтенбурзької, дружина Альберта Ернста II, останнього імперського князя Еттінгенського.

## Біографія
Софія Луїза народилась 6 липня 1670 року у Дармштадті. Вона була третьою дитиною і старшою донькою в родині ландграфа Гессен-Дармштадтського Людвіга VI та його другої дружини Єлизавети Доротеї Саксен-Гота-Альтенбурзької. В сім'ї росли старші діти: сини Ернст Людвіг та Георг. Згодом у Софії Луїзи з'явилося четверо молодших братів і сестра Єлизавета Доротея. За вісім років батько помер і ландграфство перейшло до зведеного брата дівчинки Людвіга VII. Його правління виявилося нетривалим: новий володар помер двадцятирічним від хвороби. Після цього престол посів 11-річний Ернст Людвіг. Фактично країною заправляла опікунська рада, до складу якої входила і матір Єлизавета Доротея Саксен-Гота-Альтенбурзька.
У 18 років Софія Луїза пошлюбилася із 19-річним князем Еттінгену Альбертом Ернстом II. Весілля відбулось 11 жовтня 1688 року у Дармштадті. У подружжя народилося двоє дітей. Із Альбертом Софія Луїза прожила 42 роки, до його смерті у березні 1731 року.
Оскільки нащадків чоловічої статі князь не залишив, Еттінген увійшов до складу Баварського курфюрства, яким тоді управляв Карл Альберт Віттельсбах, майбутній імператор Священної Римської імперії.
Померла Софія Луїза у глибокій старості 2 червня 1758 року, вісімдесяти семи років зроду, переживши всіх своїх нащадків.

## Родина
Чоловік — Альберт Ернст II, князь Еттінгенський
Діти:
- Альберт Ернст (29 липня 1689) помер після народження;
- Єлизавета Фредеріка (1691—1758) — дружина графа Карла Людвіга Гогенлое-Вайкерсгаймського, мала сина та доньку.[1]